# Giuseppe Govone (général)
Pour les articles homonymes, voir Giuseppe Govone.
Giuseppe Gaetano Maria Govone  (né le 19 novembre 1825 à Isola d'Asti - mort le 26 janvier 1872 à Alba) est un homme politique, un général et un agent secret italien.

## Biographie

### Sa jeunesse et la première guerre d'indépendance
Giuseppe Gaetano Maria Govone est né dans une famille de petite noblesse qui a déménagé de Fossano à Alba avec son grand-père Vincenzo et sa grand-mère Maria. Le géniteur serait un certain Uberto du 10e siècle, tandis qu'il obtiendrait la noblesse avec Rodolfo au 12e siècle. Il convient de mentionner Giorgio, qui, en 1713, était conseiller et secrétaire d'État aux finances sous Victor-Amédée II. Le grand-père du général, Vincenzo, était capitaine (capitano) dans les guerres contre la République française de 1791 à 1796 et a servi Vittorio Emanuele I à Cherasco. Le père du général Govone, Ercole, a été maire (sindaco) d'Alba en 1848 et ce poste sera occupé par le fils du général, Uberto, pendant la Seconde Guerre mondiale.
Il fréquente l'Académie royale militaire de Turin de 1836 à 1844, qu'il quitte avec le grade de sous-lieutenant (sottotenente) à la veille de la première guerre d'indépendance. En 1845, avec le grade de lieutenant (tenente) , il rejoint le corps d'état-major général. Pendant le conflit, il s'est illustré avec honneur, remportant deux médailles d'argent. Il était à Pastrengo, Peschiera et Cerlungo. Nommé capitaine, il est attaché à l'état-major d'Alfonso La Marmora dans la 6e division. Après la bataille de Novare (1849), il participe à la répression de l'insurrection à Gênes, où il conquiert sans dommage trois forts extérieurs.

### L'expérience à l'étranger et la guerre de Crimée
À partir de 1849, il est attaché militaire aux légations de Vienne et de Berlin, et de 1851 à 1853, il est officier d'état-major de la division de Novara. En 1853, il se porte volontaire comme observateur dans la guerre d'Orient (guerre de Crimée) entre la Turquie et la Russie dans les Balkans. D'observateur, Govone est rapidement devenu un acteur vivant et actif de la guerre, combattant aux côtés des Turcs, dont il a reçu une appréciation et une estime considérables. Entre 1853 et 1854, il se bat aux côtés des Ottomans sur le Danube et fait tout son possible pour défendre Silistra, où il se fait connaître comme stratège en prévoyant les mouvements de l'armée russe et en convainquant le gouverneur Rifaat Pascià de faire construire une nouvelle ligne défensive dans la forteresse, dont la construction, sous le feu de l'ennemi, est dirigée par Govone lui-même.
Cette ligne défensive était d'une importance vitale pour les Ottomans, qui ont alors remporté la bataille. Un officier anglais, également observateur étranger, a vu Govone revenir des lignes extérieures après avoir dirigé personnellement le retranchement extérieur de Silistra et lui a dit avec dépit : "C'est une honte que vous et ces gens vous exposiez ainsi. L'ABC du travail d'un ingénieur est de se mettre à l'abri" ; Govone répond : "Et l'ABC du travail d'un soldat est de montrer aux troupes qu'il a du sang froid". Après deux ans de conflit, Govone était devenu une référence pour l'armée ottomane, dont l'état-major, en plus de lui confier continuellement des missions, l'invitait sans cesse à devenir turc, afin qu'il puisse immédiatement devenir général et prendre en charge les armées ottomanes sous son commandement.
Après la bataille de Silistra, lorsque son séjour dans la ville a pris fin, le gouverneur de la région a essayé de le retenir par tous les moyens et a déclaré que "sa présence valait plus qu'un corps d'armée". Lorsque le conflit s'est étendu à la Grande-Bretagne et à la France et s'est déplacé en Crimée, Govone s'est retrouvé dans une position privilégiée lorsque le Piémont est également intervenu dans la guerre. Pendant ces mois, il est nommé sous-chef d'état-major du général La Marmora. Il a participé volontairement à la bataille de Balaklava, au cours de la charge, son cheval est mort et il a ensuite été décoré de l'Ordre du Bain par la reine Victoria. Après la bataille de la Tchernaïa, il a été décoré de la Légion d'honneur par les Français.

### La deuxième guerre d'indépendance
Entre 1856 et 1859, avec le grade de major (maggiore), il occupe de nombreux postes à l'état-major général et au ministère de la Guerre. Il a notamment participé aux préparatifs de la deuxième guerre d'indépendance, en organisant la mobilisation de l'armée sarde et en s'occupant principalement de la nouveauté que constitue le transport ferroviaire. À la veille du conflit, il est promu lieutenant-colonel (tenente colonnello) et affecté au quartier général du roi en tant que chef de l'Ufficio d'Informazioni e delle Operazioni Militari (Ufficio I) (Bureau de l'information et des opérations militaires - Bureau I) créé par la réforme Lamarmora de 1855), le premier service de renseignement italien. À ce titre et s'infiltrant à plusieurs reprises derrière les lignes ennemies, il participe aux batailles de Palestro, Magenta et San Martino. Trois frères de Govone ont également pris part à ce conflit.
À la fin de la guerre, où il a reçu le grade de colonel (colonnello) pour mérite de guerre à l'âge de 33 ans, et après une brève pause pendant laquelle il s'est marié, il est envoyé pour former la brigade "Forlì". Promu général de brigade (generale di brigata) le 15 octobre 1860, il est envoyé d'abord dans les Abruzzes, puis à Gaeta pour combattre le banditisme. Dans les vallées de Roveto et de Liri, il a agi contre le brigand Chiavone. Sous ses ordres, l'Espagnol José Borges est fusillé, tandis que Chiavone est condamné à mort par un tribunal d'officiers bourbons.

### La guerre contre le brigandage en Sicile
Élu le 30 juin 1861 comme député à Cittaducale - il est envoyé en septembre 1862 en Sicile, où il se trouve à lutter très durement contre le phénomène de renoncement au service militaire, le brigandage et les émeutes. Il instaure « l'état d'urgence et la dictature des autorités militaires sur l'île, procédant à des rafles massives de renonçants, de suspects, d'évadés de prison et de criminels » (Franco Molfese). Il s'agit d'une phase extrêmement critique: Govone agit au milieu de l'hostilité de la population, en se mettant à dos les pouvoirs traditionnels de la noblesse. C'est également à cette époque qu'il obtient le grade de général de division (maggior generale). Cette phase est entrée dans l'histoire comme une période de brutalité et de répression et Govone est même associé au terme de « criminel de guerre » : une question qui devrait être étudiée et discutée. L'affaire se termina au Parlement par des séances extrêmement litigieuses : Govone ne fut pas censuré et fut même promu, mais il ne remit les pieds en Sicile que pour disputer quelques duels et fut ensuite rappelé en septembre 1864 et transféré à Pérouse.
En janvier 1864, il est réélu député.

### La troisième guerre d'indépendance
Après un an de garnison sous le commandement de la division de Pérouse, La Marmora, devenu président du Conseil, l'envoie à Berlinen mars 1866 pour négocier avec Otto von Bismarck l'alliance italo-prussienne (8 avril 1866) qui conduira à la troisième guerre d'indépendance. De retour en Italie au moment où les hostilités éclatent, Govone vit un moment de controverse lors de la bataille de Custoza.
Dans une situation qui se dégrade, Govone, à la tête de la 9e division, lance une série de contre-attaques sur Custoza qui aurait pu ouvrir la voie à la victoire des Italiens, si ses soldats, après une journée de combats acharnés, n'avaient été aidés par les deux divisions d'infanterie et de cavalerie stationnées à quelques kilomètres de là sous le commandement du général Della Rocca. Mais ces derniers, peut-être par aversion personnelle, par fierté de leur rang ou par adhésion aveugle aux ordres, ont refusé toute aide et la journée s'est donc terminée par une défaite inattendue.
Dans la période suivante, alors que les commandements se querellent entre eux et se préparent à battre en retraite, Govone est parmi les rares à vouloir reprendre l'offensive immédiatement. Mais les Prussiens vainquirent les Autrichiens à Sadowa, mettant ainsi fin à la guerre; les Italiens ne restèrent que sur une défaite cuisante et Govone dut comprendre que ce jour représentait pour lui "le tournant de sa carrière, non pas parce qu'elle fut écourtée, mais parce qu'à partir de ce moment-là, il aurait trop d'ennemis" (Lucio Ceva).

### L'expérience en tant que ministre et la mort
Désigné pour diriger l'expédition contre Rome en 1867, qui n'a pas eu lieu en raison de l'opposition française, il revient à la Chambre lors de la Xe législature pour le collège de Spolète. Les inimitiés à son égard se manifestent le 14 décembre 1869 lorsque Govone accepte le ministère de la Guerre dans le gouvernement Lanza avec Quintino Sella comme ministre des Finances. Govone est le seul général prêt à accepter les énormes réductions des dépenses militaires exigées par Lanza et Sella. Les attaques de la caste militaire sont extrêmement dures et s'intensifient avec le déclenchement inattendu, en été, de la guerre franco-prussienne. Govone est accusé de ne pas avoir partagé et empêché, avec ses économies, le plan d'occupation du Latium et de Rome. Le ministre cède physiquement et quitte le ministère le 7 septembre 1870 en raison de crises de folie inexpliquées. Selon un chroniqueur de l'époque, "il avait perdu la tête et dansait et sautait dans son cabinet ministériel". 
Après une longue et grave maladie, il se suicide dans sa maison d'Alba (Palazzo Caratti Govone) en janvier 1872. 
Le Liceo Classico d'Alba, qu'il a contribué à fonder, porte son nom.

## Décorations

### Décorations italiennes
- Chevalier grand-croix de l'ordre des Saints-Maurice-et-Lazare
- Grand officier de l'ordre des Saints-Maurice-et-Lazare
- Grand officier de l'ordre militaire de Savoie - 6 décembre 1866[2]

- Chevalier de l'ordre militaire de Savoie - 1er juillet 1856[2]
- Grand officier de l'ordre de la Couronne d'Italie
- Médaille d'argent de la valeur militaire - Gênes, mars 1849

- Médaille d'argent de la valeur militaire - Cerlungo, le 27 juillet 1848

### Décorations étrangères
- Commandeur de l'ordre impérial de Léopold (Empire austro-hongrois)
- Commandeur de l'ordre de François-Joseph (Empire austro-hongrois)
- Chevalier de l'ordre du Medjidié (Empire turc) - campagne du Danube, 19 mai 1854
- Chevalier de l'ordre de Dannebrog (Danemark)
- Chevalier de l'ordre du Bain (Royaume-Uni) - bataille de Balaklava, 25 octobre 1854
- Croix de l'ordre d'Isabelle la Catholique (Espagne)
- Officier de l'ordre national de la Légion d'honneur (France) - bataille de la Tchernaïa, 16 août 1855
- Médaille commémorative de la campagne d'Italie de 1859 (France)
- Médaille commémorative britannique de Crimée (Royaume-Uni) - batailles de Balaklava, Inkerman et Sevastopol, 1855

- Médaille commémorative de la Crimée turque (Empire turc)

## Sources
- (it) Cet article est partiellement ou en totalité issu de l’article de Wikipédia en italien intitulé « Giuseppe Govone » (voir la liste des auteurs).